# 沒有天使的12月
《沒有天使的12月》（天使のいない12月，簡稱，英文：December when there is no angel，又譯作天使不在的12月）是日本Leaf公司在2003年9月26日發售的成人遊戲。

## 概要
初回限定版是以CD-ROM为载体，通常版以DVD-ROM为载体。游戏中的文字在对话场景是出现在画面下部的窗口中，在独白场景中则是出现屏幕正中，属于混合了AVG和电子小说的表现形式。除了主人公以外的所有人物都有语音，即使是没有画像的人物。游戏的内容是不重视人际关系且厌世阴郁的主人公出于“兴趣”和一个少女有了性关系之後的故事。

## 登場人物

### 主要人物
木田時紀
本作的主角（姓名可以更改）。家中有都要上班的父母和小他一岁的妹妹。没什么干劲，并且有些厌世，整天没事在学校的屋顶上吸烟。不过他也有照顾透子捡到的小狗的温柔一面。受到妹妹惠美梨的委托，在一家蛋糕店打工。
栗原透子
3月20日出生，本作的女主人公。是主人公和忍的同班同学，常常跟随忍一起行动。外表和头脑都不佳，反应迟钝，对自己缺少信心。在班上没什么存在感，同年级的学生认为她是傻子。偶然看到时紀在屋顶上，就拜托时纪让她也呆在屋顶上，作为交换条件和时紀发生肉体关系。虽然想一次就够了，不过因为她过于希望被别人需要（哪怕只是肉体上），與男主角的关系就持續下去。虽然程度不同，不过透子在别的女主角的路线中都有发挥影响。顺便一提，在《和阿露露一起玩》中，可以看到透子摘下眼镜的CG。
榊忍（聲優：鷹月櫻）
12月29日出生。和透子从小认识，并且是同班同学。作为班长，经常在班级中做出决定。成绩优秀，性格强悍，对伤害透子的人毫不留情，有时還会动手。本来可以进入更好的学校，不过为了和透子进入同一所学校，特地就讀较差的学校。
麻生明日菜（聲優：皆美伊吹）
3月6日出生，时纪打工的蛋糕店的前辈。目前在学法语，是个身材姣好的女大学生。蛋糕店的老板文吾是明日菜的姨父。平时像小恶魔一样捉弄时纪，不过有时也听时纪诉说烦恼，显示出成熟的一面。
須磨寺雪緒
10月4日出生，和主人公同年级，不过班级不同。常在放学后弹吉它。以前弹过钢琴，并且在竞赛中得过奖，不过因为觉得没什么意义而放弃。虽然时纪不知道，不过她的美貌，优秀的成绩，还有神秘性让她在校内很有名。和时纪在同一家蛋糕店打工。
葉月真帆（聲優：安玖深音）
10月1日出生，主角木田時紀的學妹。惠美梨的同班同学。是袋棍球部的成员。性格开朗，很有精神，不过沉稳不足。是功的女朋友，不过不让功碰她，这让他们的关系紧张。

### 次要人物
木田惠美梨
主角木田時紀的妹妹。和时纪上一所学校。有些孩子气，喜怒哀乐都写在脸上。喜欢汉堡。时纪欺负她的时候，常常以“大色狼”“18禁男”“去死”来骂时纪。虽然在单相思之中，不过不知道对方是谁。因为想确保得到一家蛋糕店的很受欢迎的圣诞蛋糕，所以拜托时纪在这家店打工，条件是自己承担一切家务。此外，惠美莉是不可攻略的角色，不过在《和阿露露一起玩》中可以看到她的脱衣CG。
霜村功
主角木田時紀的朋友，真帆的男朋友。计划在平安夜和真帆进行初体验，不过他的用心被真帆看的一清二楚。最近关系进展不佳。
巢鴨文吾
主角木田時紀打工的蛋糕店“维纳夜曲”的老板，明日菜的姨父。有个叫作珠美的女儿。体格强壮，不过做蛋糕的手艺颇受好评。曾经到过巴黎和维也纳留学，并且在比赛中得过奖。为了应对圣诞期间的繁忙期，雇佣了时纪和雪绪。虽然一生气就扬起手作欲打人状，但也经常时纪的表现显出宽容。有着温柔和蔼的一面。
橘
主角木田時紀的班主任，教英语，性格让学生讨厌，尤其遭时纪痛恨。

## 特征
- 登场人物的名字中全都有“木”字作为偏旁，标题画面的十字架和翅膀的图案也和木字很相像。
- 在美少女游戏当中，红色或者绿色的头发的角色和奇特的制服已经屡见不鲜。不过本作为了强调现实感，角色的头发都被设定成黑色或者茶色，制服也是男生为学生服，女生为黑色的水手服。
- 本作男主人公的姓名可以自定义，也正因此，游戏中的人物都不会叫出男主的名字，游戏的代入感因此大打折扣。
- 本作和其他美少女游戏不同之处在于，男主并不是学霸或者男神，反而是个顽劣的坏小子。而且本作虽不是传统意义上的郁系美少女游戏，但是在游戏中可以感受到浓浓的厌世阴郁的气息。

## 制作人员
由Leaf東京开发制作。
- 制作：下川直哉
- 导演：鷲見努
- 企画、编剧：三宅章介
- 角色设计、原画：（栗原透子、榊忍、葉月真帆），
（須磨寺雪緒、麻生明日菜、木田惠美梨）
- CG監修：甘露樹
- 音樂：松岡純也、石川真也、下川直哉、中上和英
- OP：I hope so
  - 作詞：須谷尚子、作曲：中上和英、歌：池田春菜
- ED：
  - 作詞：須谷尚子、作曲：下川直哉、歌：AKKO

## 影響
《沒有天使的12月》於日本美少女游戏与动画相关商品销售网站Getchu.com的2003年销量榜上排名第7。

## 外部連結
- Leaf（日語）
- 天使のいない12月 （页面存档备份，存于）（日語）
- 《沒有天使的12月》在視覺小說數據庫的頁面 （英文）